# Małe Gacno (przystanek kolejowy)
Małe Gacno – przystanek kolejowy w Małym Gacnie, w województwie kujawsko-pomorskim, w Polsce. Znajduje się na linii kolejowej 201. Nowa Wieś Wielka – Gdynia Port Centralny.

## Ruch pasażerski
| Rok  | Wymiana pasażerska na dobę |
| ---- | -------------------------- |
| 2017 | 10-19                      |
| 2022 | 0-9                        |